# Baron de Ros

Herb FitzGeraldów, baronów de Ros

Baronowie de Ros 1. kreacji (parostwo Anglii)
- 1285–1316: William de Ros, 1. baron de Ros
- 1316–1343: William de Ros, 2. baron de Ros
- 1343–1352: William de Ros, 3. baron de Ros
- 1352–1384: Thomas de Ros, 4. baron de Ros
- 1384–1394: John de Ros, 5. baron de Ros
- 1394–1414: William de Ros, 6. baron de Ros
- 1414–1421: John de Ros, 7. baron de Ros
- 1421–1431: Thomas de Ros, 8. baron de Ros
- 1431–1464: Thomas de Ros, 9. baron de Ros
- 1485–1508: Edmund de Ros, 10. baron de Ros
- 1508–1513: George Manners, 11. baron de Ros
- 1513–1543: Thomas Manners, 1. hrabia Rutland i 12. baron de Ros
- 1543–1563: Henry Manners, 2. hrabia Rutland i 13. baron de Ros
- 1563–1587: Edward Manners, 3. hrabia Rutland i 14. baron de Ros
- 1587–1591: Elisabeth Cecil, 15. baronowa de Ros
- 1591–1618: William Cecil, 16. baron de Ros
- 1618–1632: Francis Manners, 6. hrabia Rutland i 17. baron de Ros
- 1632–1649: Katherine Villiers, księżna Buckingham i 18. baronowa de Ros
- 1649–1687: George Villiers, 2. książę Buckingham i 19. baron de Ros
- 1806–1831: Charlotte FitzGerald-de Ros, 20. baronowa de Ros
- 1831–1839: Henry William FitzGerald-de Ros, 21. baron de Ros
- 1839–1874: William Lennox Lascelles FitzGerald-de Ros, 22. baron de Ros
- 1874–1907: Dudley Charles FitzGerald-de Ros, 23. baron de Ros
- 1907–1939: Mary Frances Dawson, 24. baronowa de Ros
- 1943–1956: Una Mary Ross, 25. baronowa de Ros
- 1958–1983: Georgiana Angela Maxwell, 26. baronowa de Ros
- 1983-: Peter Trevor Maxwell, 27. baron de Ros;
  - Następca 27. barona de Ros: Finbar James Maxwell.